# Helictotrichon murcicum
Helictotrichon murcicum là một loài thực vật có hoa trong họ Hòa thảo. Loài này được Holub mô tả khoa học đầu tiên năm 1977.